# Chaetophyes compacta
Chaetophyes compacta är en insektsart som först beskrevs av Walker 1851.  Chaetophyes compacta ingår i släktet Chaetophyes och familjen Machaerotidae. Inga underarter finns listade i Catalogue of Life.